# Đerekare (gmina Brus)
Đerekari (cyr. Ђерекаре) – wieś w Serbii, w okręgu rasińskim, w gminie Brus. W 2011 roku liczyła 17 mieszkańców.